# Liczba Poissona
| Materiał        | Współczynnik Poissona |
| --------------- | --------------------- |
| Guma            | ~0,50                 |
| Magnez          | 0,35                  |
| Tytan           | 0,34                  |
| Miedź           | 0,33                  |
| Aluminium       | 0,33                  |
| Glina           | 0,30–0,45             |
| Stal nierdzewna | 0,30–0,31             |
| Stal            | 0,27–0,30             |
| Żeliwo          | 0,21–0,26             |
| Piasek          | 0,20–0,45             |
| Beton           | 0,20                  |
| Szkło           | 0,18–0,3              |
| Korek           | ~0,00                 |

Sześcian o krawędziach długości wykonany z izotropowego liniowo sprężystego materiału, o współczynniku Poissona równym 0,5, poddany obciążeniu w kierunku Zielona kostka pokazuje stan początkowy, czerwona rozciągnięta pod wpływem przyrostu obciążenia na kierunku -owym o długość oraz równocześnie skrócona na kierunku i o długość

Współczynnik (liczba) Poissona {\displaystyle (\nu )} – stosunek odkształcenia poprzecznego do odkształcenia podłużnego przy jednoosiowym stanie naprężenia.
Jednoosiowy stan naprężenia to stan reprezentowany tylko przez jedno niezerowe naprężenie główne.
Współczynnik Poissona jest wyrażony bezjednostkowo - znaczy to, że jest wielkością bezwymiarową, nie określa sprężystości materiału, a jedynie sposób, w jaki się on odkształca.
Jeżeli w przypadku materiału izotropowego w rozpatrywanym punkcie ciała wyróżnimy kierunek {\displaystyle m} i jeżeli w tym punkcie jedynie  naprężenie {\displaystyle \sigma _{m}\neq 0} (zaś pozostałe składowe naprężenia są równe zero), to współczynnik Poissona:
{\displaystyle \nu =-{\frac {\varepsilon _{n}}{\varepsilon _{m}}},}
gdzie:
{\displaystyle \varepsilon } – odkształcenie,
{\displaystyle n} – dowolny kierunek prostopadły do {\displaystyle m.}
Jeżeli pręt o średnicy {\displaystyle d} (lub dowolnym innym stałym przekroju) i długości {\displaystyle L} zostanie poddany jednoosiowemu rozciąganiu tak, że wydłuży się o {\displaystyle \Delta L,} to jego średnica zmieni się (zmniejszy się, stąd dla uniknięcia wartości ujemnych współczynnika znak minus we wzorze) o:
{\displaystyle \Delta d=-d\cdot \nu {\frac {\Delta L}{L}},}
{\displaystyle \nu =-{\frac {\Delta d}{d}}{\frac {L}{\Delta L}}.}
Wzór ten jest słuszny w przypadku małych odkształceń. Jeżeli odkształcenia są znaczne (patrz: duże odkształcenia), to dokładniejsze wyniki daje wzór (w założeniu {\displaystyle \nu ={\text{const}}}):
{\displaystyle \Delta d=-d\cdot \left(1-{\left(1+{\frac {\Delta L}{L}}\right)}^{-\nu }\right).}
Powyższe wzory są jednym ze sposobów bezpośredniego wyznaczenia współczynnika Poissona w statycznej próbie rozciągania, chociaż ze względu na niewielkie odkształcenia jest to metoda niedokładna.
Ze względu na zależność opisującą stosunek współczynnika Poissona do modułu Younga i modułu Helmholtza można określić, że:
{\displaystyle -1\leqslant \nu \leqslant {\frac {1}{2}}.}
W przypadku dwuwymiarowej sprężystości relacja ta przybiera postać:
{\displaystyle -1\leqslant \nu \leqslant 0{,}5.}
Nazwa współczynnika pochodzi od nazwiska Siméon Denis Poissona (1781–1840), francuskiego matematyka.
Metodę określania współczynnika Poissona przedstawia norma ASTM E-132.
Współczynnik Poissona można również wyznaczyć, przekształcając równianie wiążące ten współczynnik z modułem Younga
{\displaystyle E=2G\cdot (\nu +1),}
gdzie:
{\displaystyle E} – moduł Younga,
{\displaystyle G} – moduł Kirchhoffa,
{\displaystyle \nu } – Liczba Poissona.
Po przekształceniach uzyskujemy równanie:

Rozciąganie kostki z materiału o ujemnym współczynniku Poissona. Przykład auksetyku.

{\displaystyle \nu ={\frac {E-2G}{2G}}.}